# Třešť (zámek)
Zámek Třešť je novorenesanční budova, která stojí téměř v centru města Třešť, v okrese Jihlava. Za zámkem se rozkládá rozlehlý zámecký park, jehož okrajem vede část NS Špičák. Od roku 1973 je chráněn jako kulturní památka. Patří Akademii věd ČR, která v něm provozuje hotel.

## Historie

### Tvrz
První písemná zmínka o Třešti je z roku 1349. Původně patřilo městečko k hradu Janštejn, majitelé se často střídali, než se celé panství dostalo do držení Šternberků. Ti jej vlastnili v letech 1358 –1493, ale v Třešti nikdy nesídlili, protože vlastnili jiné významnější statky. Sídlem vrchnosti se Třešť stala až po roce 1493 za vlády Vencelíků z Vrchovišť, kdy Zdeněk ze Šternberka prodal celé panství Třešť Václavu Vencelíkovi. Ten v ní počátkem 16. století vybudoval tvrz, výslovně připomínanou roku 1513.

### Zámek
Ve druhé polovině 16. století pak Kryštof Vencelík nechal tvrz přestavět na renesanční zámek, přičemž realizací pověřil italského stavitele M. Grimma; vnitřní nádvoří v té době dostalo renesanční arkády a sgrafitovou fasádu. V držení Vencelíků zůstal zámek do roku 1626, kdy o něj v rámci pobělohorských konfiskací přišli. Zikmund Matěj Vencelík se v letech 1618–1620 zúčastnil stavovského povstání a je velmi pravděpodobné, že se jej zúčastnil i Kryštof Adam Vencelík. Venclíkové žili v Třešti celkem 130 let. V roce 1627 přešlo panství do vlastnictví Herbersteinů (konkrétně do rukou Ferdinanda Františka a Jiřího Ruprechta, synů Reginy z Ditrichštejna). V letech 1657–1669 je zámek zmiňován jako majetek Gayerů z Edelbachu, kteří tu nechali v roce 1660 provést částečnou přestavbu. V roce 1669 se vrací do majetku Herbersteinů. Další přestavby se zámek dočkal v roce 1714 za Václava Eberharda, kdy byl upraven v duchu baroka.
V roce 1844 panství zakoupil tyrolský baronský rod Wenzel-Sternbachové. V roce 1860 za Ferdinanda a Leopolda ze Sternbachu byl přestavěn do současné novorenesanční podoby. Za Sternbachů (patrně v letech 1835–1845, tedy po velkém požáru Třeště z roku 1824) také došlo k rozšíření a úpravě zámeckého parku. V majetku baronského, od roku 1864 rytířského, rodu zůstal do roku 1945, následně sloužil jako městské muzeum a žákovský domov. V roce 1984 jej získala do majetku Akademie věd, která provedla rozsáhlou rekonstrukci objektu. K další rozsáhlé rekonstrukci došlo v roce 2022.

## Popis
Zámek je čtyřkřídlá dvoupatrová budova s čestným dvorem uprostřed a čtyřmi nárožními věžemi na každé světové straně. Vchází se do něj ze západní strany portálem, jehož autorem je Mořic Grimm. U vchodu jsou též barokní sochy vojínů. Zámek obklopuje rozsáhlý park. V renesanční době zámek spojovala s blízkým kostelem sv. Martina lávka, která se však nedochovala. Západní průčelí zámku zdobí věž s hodinami a cibulovou střechou.

## Galerie

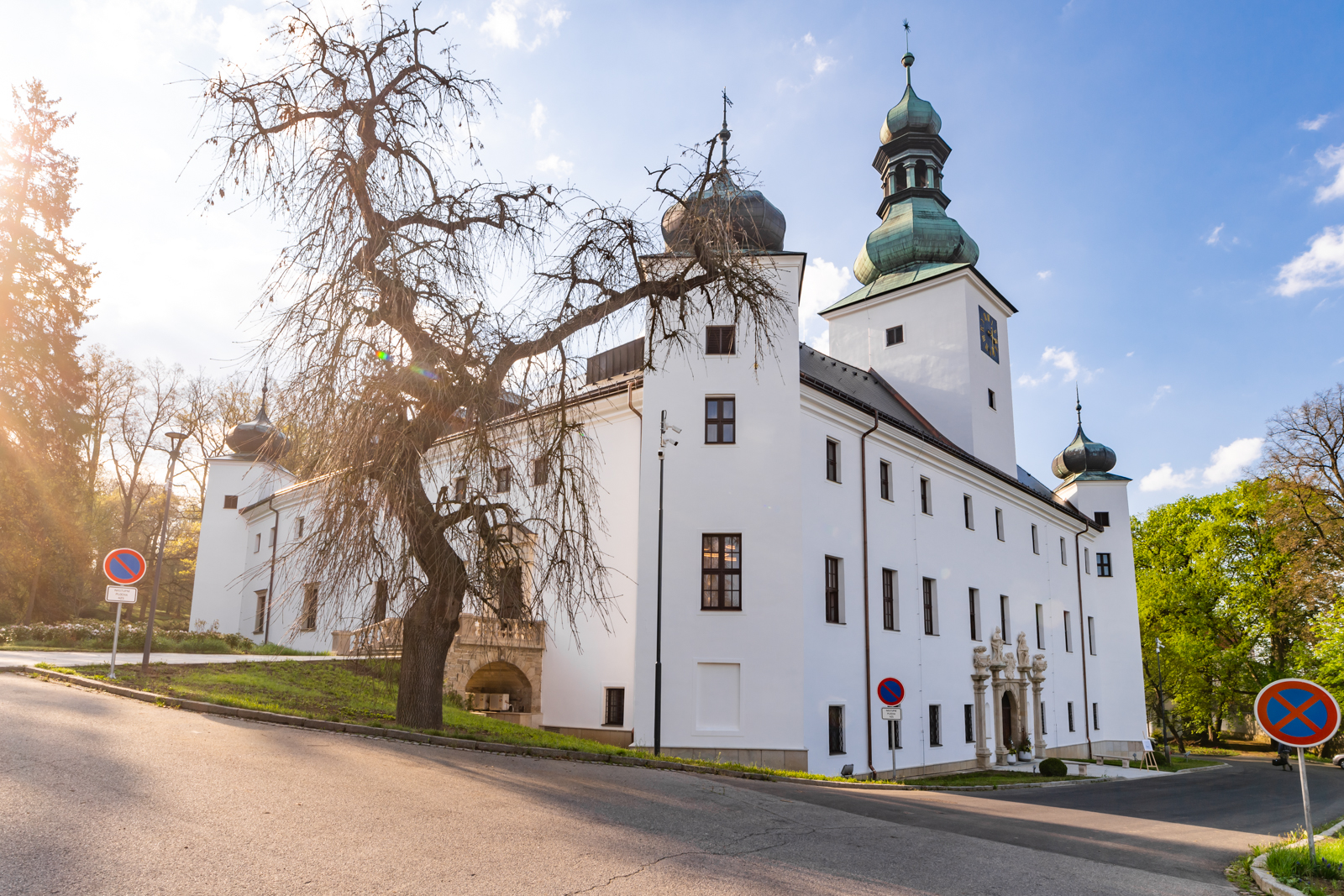
Zámek po rekonstrukci v roce 2022
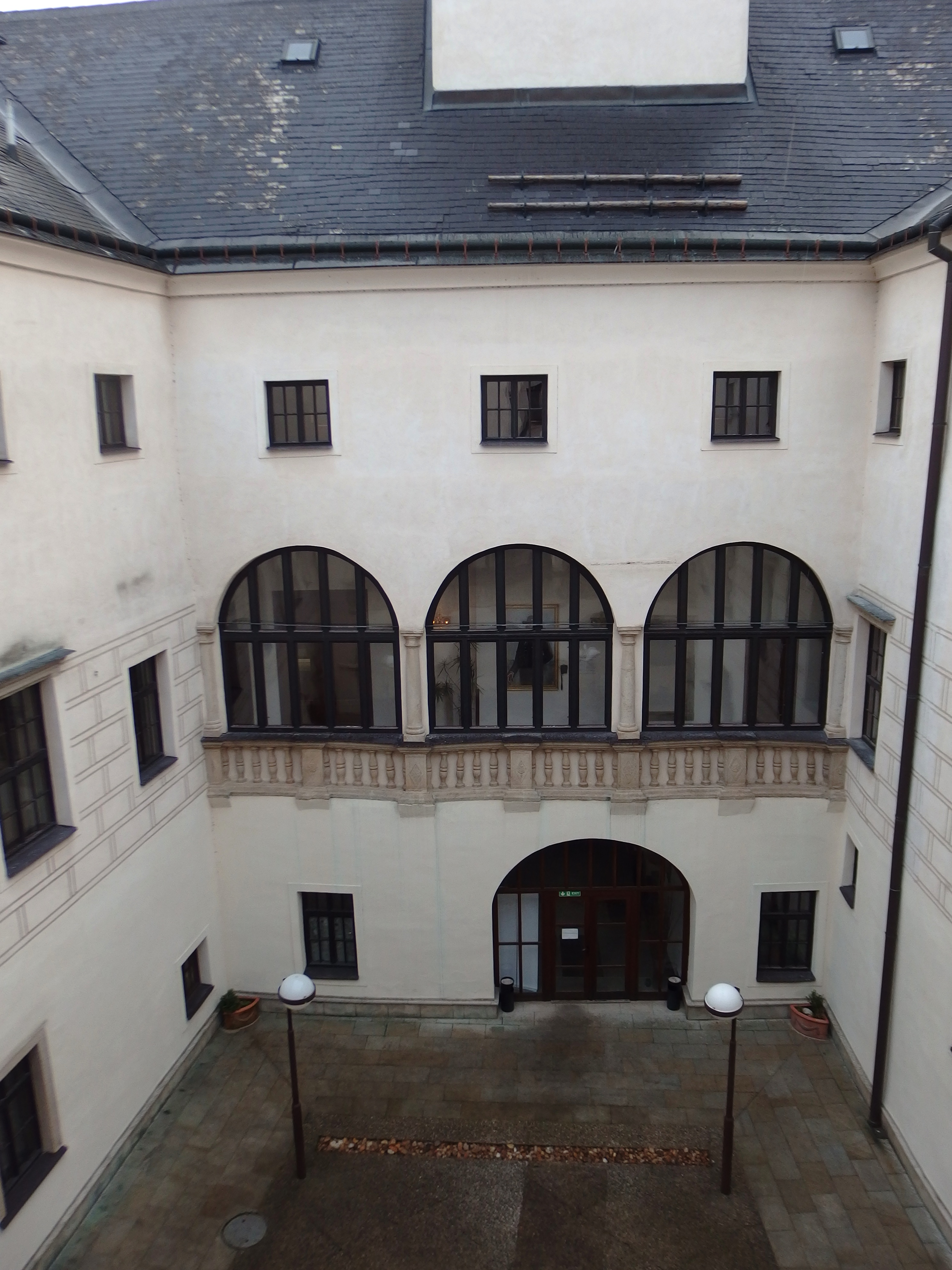
Nádvoří
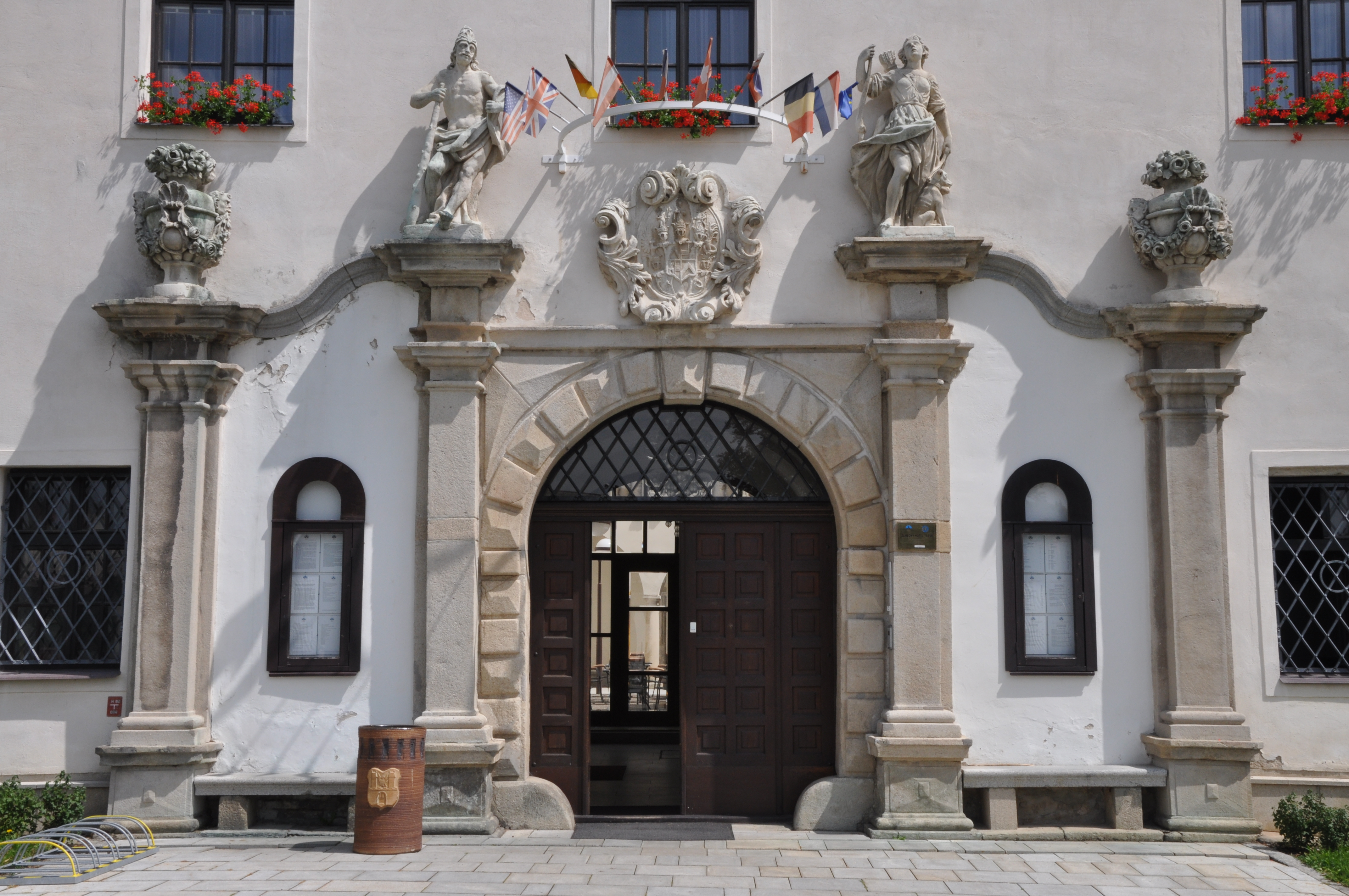
Hlavní portál
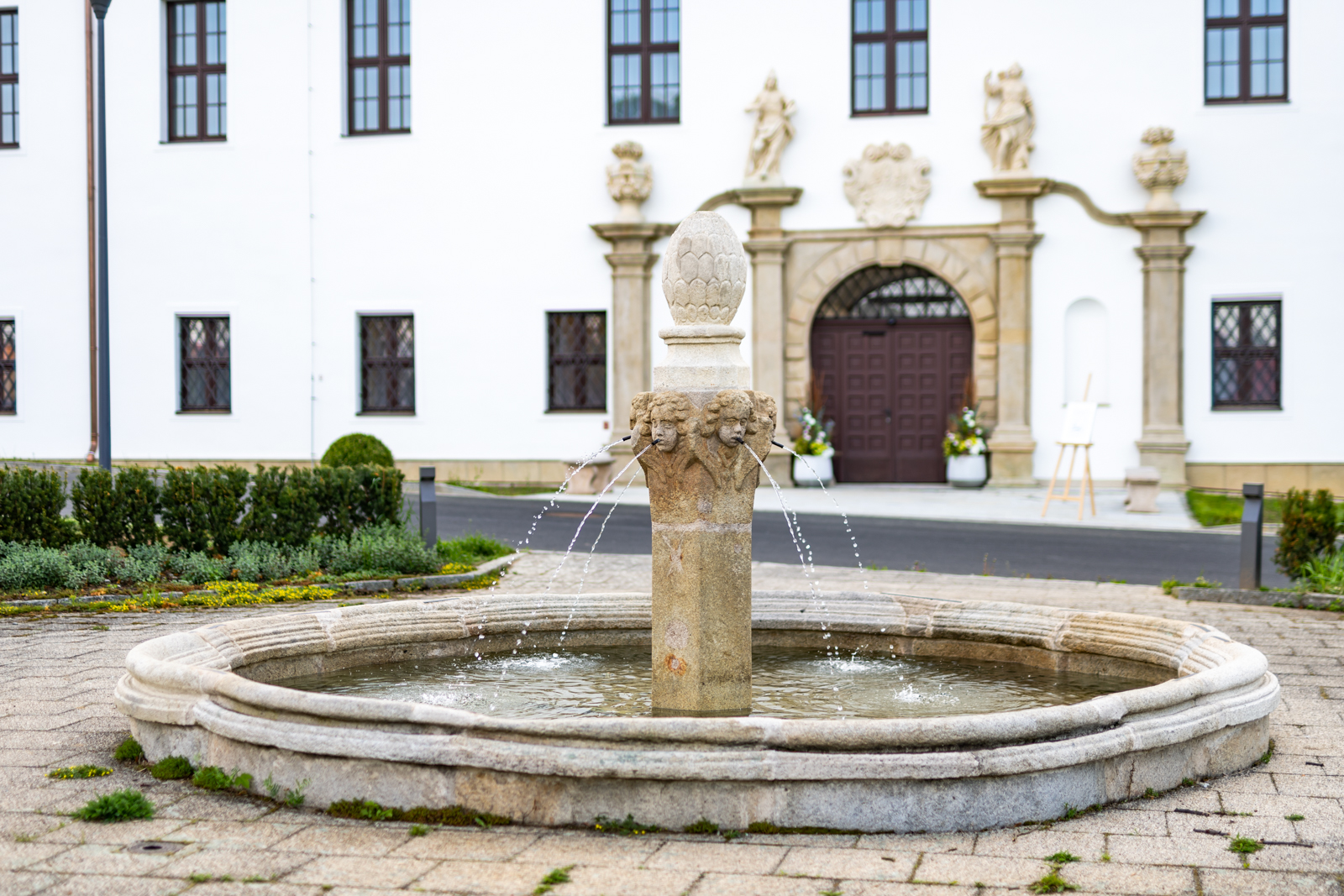
Kašna před hlavní bránou
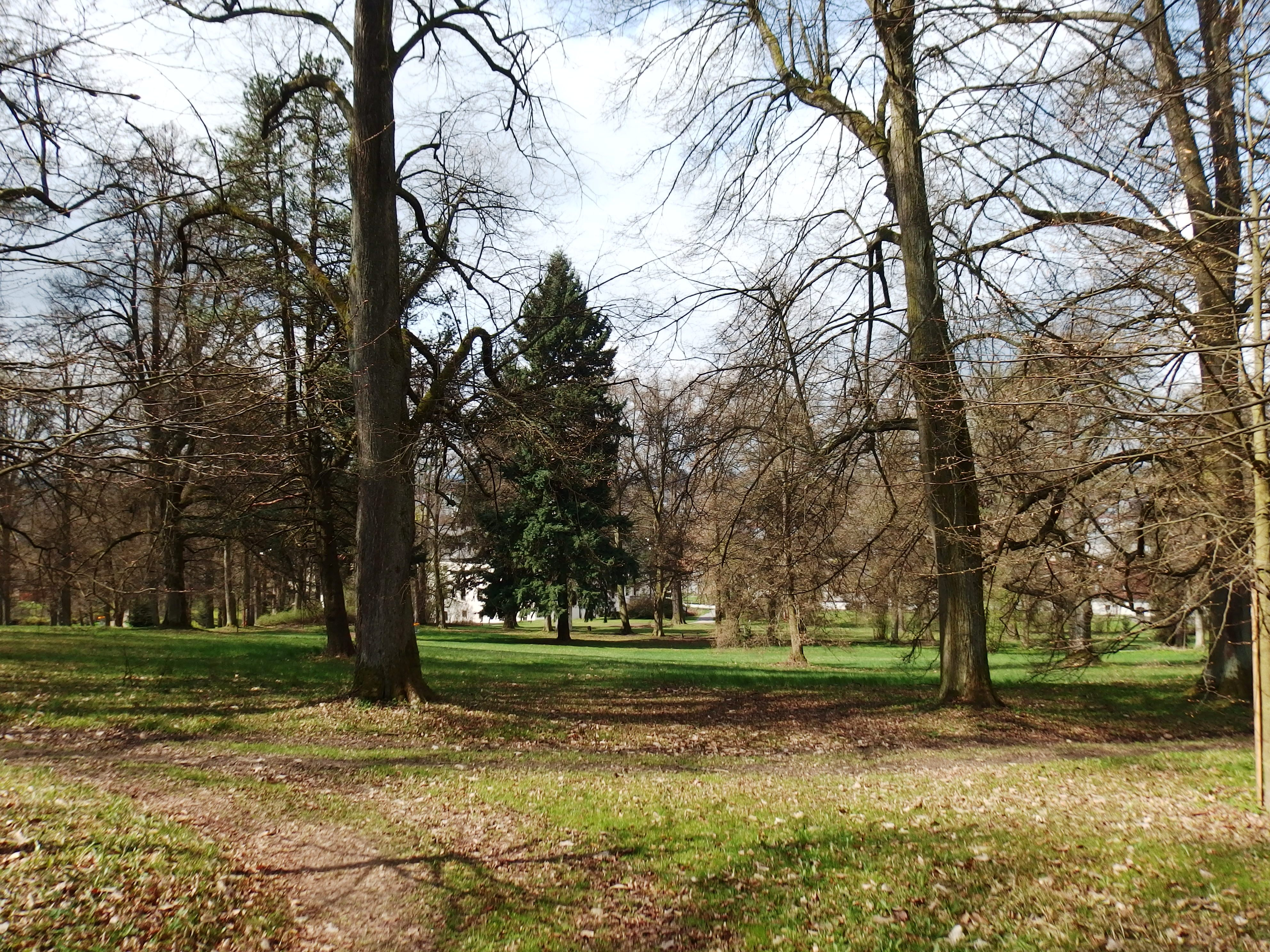
Zámecký park